# Högfors slott
Högfors slott är en slottsliknande herrgård som ligger strax söder om Häggenås, tre mil norr om Östersund i Jämtland.

## Historia
Högfors slott, som är Sveriges yngsta herrgård, uppfördes åren 1954–1956 av generalkonsul Bertil Örn, ägaren till dåvarande Högfors bruk vid samma plats. Ägare efter Örn blev den norske juristen Jan Paulsen. Slottet förvärvades efter Paulsens konkurs 1987 av finansmannen Maths O Sundqvist och används i dag huvudsakligen för representation.

## Exteriör
Huvudbyggnaden på över 800 m² ligger vid älven Hårkan, och ritades i 1700-talsstil av arkitekten Artur von Schmalensee. 
Den är en vitputsad tvåvåningsbyggnad med framdragna sidopartier och avvalmat mansardtak. På den östra gaveln finns ett lägre utskjutande parti som inrymmer en vinterträdgård. Omkring huvudbyggnaden finns en terrasserad trädgård med spegeldammar. 

## Interiör
Ursprungligen var den till största delen inredd i rokoko, och innehöll en stor samling 1700-talskonst. Matsalens långvägg är anpassad för gobelängen "Vattnets födelse", en praktfull vävnad från Les Gobelins i Paris. Konstsamlingen splittrades efter konkursen 1987, men delar av den återköptes vid restaureringen av Högfors slott under åren 1990–92.
Några exempel ur konstsamlingen är Sergels byst av Gustav III, oljemålningar av Pehr Hilleström, Per Krafft den äldre, Alexander Roslin och Carl Gustaf Pilo samt teckningar av Elias Martin.

## Övrigt
Delar av den brittiska krigsfilmen The Victors (1963) (på svenska 1963 betitlad "Segrarna") spelades in vid Högfors slott 1962.